# Happy Slapping
Als Happy Slapping (englisch etwa für ‚fröhliches Schlagen‘) wird ein körperlicher Angriff (Körperverletzungsdelikt) auf meist unbekannte Passanten, aber auch Mitschüler oder Lehrer bezeichnet, der über die Veröffentlichung von mitgefilmtem Material die Opfer der Angriffe erniedrigen soll.

## Ablauf
Es handelt sich meist um ein „Gruppendelikt mit Verobjektivierung des Opfers für eine Kamera“. Die jugendlichen Angreifer laufen dabei auf ihr Opfer zu und schlagen es unvermittelt z. B. ins Gesicht. Die verdutzte Reaktion des Opfers wird üblicherweise von einem weiteren Beteiligten mit einer Handy- oder Videokamera gefilmt. Die Aufnahmen werden anschließend im Internet veröffentlicht oder per Mobiltelefon verbreitet und führen über die Veröffentlichung zur weiteren Erniedrigung des Opfers.
Mitunter werden Opfer auch bis zur Bewusstlosigkeit verprügelt, unter Wasser gehalten, anderweitig verletzt, sexuell genötigt oder vergewaltigt. Die Angreifer flüchten daraufhin, ohne sich um das Opfer zu kümmern. Diese schwerstkriminellen Formen kommen jedoch „im schulischen Kontext kaum vor. Dagegen weisen psychische und verbale Formen eine besorgniserregende Normalisierung auf.“

## Entstehung
Als medialer Vorläufer gilt zum einen eine Reihe von Werbespots für die Limonadenmarke Tango von 1993. In den Spots trinkt jemand auf der Straße aus einer Flasche Tango und wird dann von einem orangefarbenen, nackten Mann geohrfeigt, der nur in Zeitlupe erkennbar ist. Danach wird der Slogan „You know, when you’ve been tangoed“ (etwa „Du merkst, wenn du getangot wurdest“) eingeblendet. Der Spot musste wenig später vom Markt genommen werden, da er von Kindern und Jugendlichen imitiert wurde. Zum anderen werden für die Entstehung des Happy Slappings verschiedene TV-Formate wie Jackass und Viva La Bam verantwortlich gemacht. In einem der Vorgängerformate Camp Kill Yourself ist ein Überraschungsangriff zwischen den Protagonisten ein Running Gag.
Happy Slapping begann als Freizeitspaß unter britischen Jugendlichen. Später wurde auch auf dem europäischen Festland von vereinzelten Vorfällen berichtet.
Im Juni 2005 fanden im schweizerischen Winterthur und Basel mehrere Happy-Slapping-Angriffe statt. Am 18. Juni 2005 verhaftete die Polizei in England vier Jugendliche, die im Zuge einer solchen Aktion ein elfjähriges Mädchen vergewaltigt hatten. Ein ähnlicher Fall führte in Polen zum Suizidfall Ania in Danzig.

## Berichterstattung und Ausmaß
Über Happy Slapping wurde in der englischen, deutschsprachigen sowie internationalen Presse intensiv berichtet. Es bleibt allerdings unklar, wie verbreitet solche Angriffe tatsächlich sind. Kritiker der medialen Berichterstattung wie der britische Kulturforscher Graham Barnfield meinen, dass es sich hierbei vor allem um ein Medienphänomen handele. Sie belegen das mit der geringen Anzahl der dokumentierten Übergriffe und kritisieren die Massenmedien, die Einzelfälle zu einem Massenphänomen hochzustilisieren und nicht immer objektiv darüber zu berichten. Ebenso seien viele dieser Gewaltvideos inszeniert. Auf der anderen Seite wird von einer hohen Dunkelziffer ausgegangen, da eine Anzeige aus Schamgefühl meist nicht erwogen wird. In einer Befragung von 3.600 Jugendlichen, durchgeführt vom Kriminologischen Forschungsinstitut Niedersachsen, äußerte sich jeder zehnte Jugendliche über derartige Gewalterfahrungen. Der JIM-Jugendstudie 2009 des Medienpädagogischen Forschungsverbundes Südwest zufolge hat von den 1.200 befragten Jugendlichen im Alter zwischen 12 und 19 Jahren bereits jeder dritte Jugendliche erlebt, dass eine Prügelei per Handy aufgezeichnet wurde: „Ein Drittel der Handybesitzer hat schon einmal mitbekommen, dass eine Prügelei mit dem Handy aufgezeichnet wurde, dies waren überwiegend echte Auseinandersetzungen (26 %) und keine gestellten Szenen (6 %). Jungen werden bei gestellten Szenen öfter Zeuge als Mädchen. Stärker betroffen sind generell die mittleren Altersstufen zwischen 14 und 17 Jahren. Was den Bildungshintergrund betrifft, sind Hauptschüler doppelt so häufig Zeuge solcher Vorfälle wie Gymnasiasten.“

## Motive
Der Medienpädagoge Fred Schell äußerte sich zur solchen Taten zugrundeliegenden Motivation folgendermaßen:

„In einer Gesellschaft, in der eine mediale Präsentation eigentlich üblich ist – alles wird medial präsentiert, ob das Waren sind, Dienstleistungen, Menschen, die ganze Politik ist heut ’ne mediale Inszenierung – dann muss man sich nicht wundern, wenn Jugendliche bei ihren Handlungen und Tätigkeiten sich auch medial inszenieren.“

Der Kriminologe Christian Pfeiffer sagte:

„Wir alle tendieren doch dazu, dass wir Höhepunkte unseres Lebens filmisch oder fotografisch festhalten wollen. Jugendliche tun das auf ihre Weise: Für sie ist das der Höhepunkt der Woche, wenn sie jemand anderes beim Prügeln besiegt haben, wenn sie ihn richtig am Boden hatten. Und das wollen sie dann auch noch filmisch dokumentieren, es prahlend anderen zeigen und den Gegner demütigen, das ist das Motiv hinter ‚Happy Slapping‘.“

## Rechtliche Beurteilung
Durch den körperlichen Angriff auf eine andere Person wird der Tatbestand der Körperverletzung nach § 223 StGB verwirklicht. Hierfür wird der Täter mit einer Freiheitsstrafe von bis zu fünf Jahren oder mit einer Geldstrafe bestraft.
Wird die Körperverletzung mit einem anderen Beteiligten gemeinschaftlich begangen ist sogar der Tatbestand der gefährlichen Körperverletzung nach § 224 Absatz 1 Nr. 4 StGB erfüllt und den Tätern droht eine Freiheitsstrafe von sechs Monaten bis zu zehn Jahren, in minder schweren Fällen eine Freiheitsstrafe von drei Monaten bis zu fünf Jahren.
Das Filmen der Gewaltszene ist nach § 201a StGB als Verletzung des höchstpersönlichen Lebensbereiches durch Bildaufnahmen strafbar, falls der Täter hierzu „von einer anderen Person, die sich in einer Wohnung oder einem gegen Einblick besonders geschützten Raum befindet, unbefugt Bildaufnahmen herstellt oder überträgt und dadurch deren höchstpersönlichen Lebensbereich verletzt“ oder eine so hergestellte Bildaufnahme gebraucht oder einem Dritten zugänglich macht. Hierfür wird der Täter mit einer Freiheitsstrafe von bis zu zwei Jahren oder mit einer Geldstrafe bestraft.
Weiterhin wird nach § 131 StGB (Gewaltdarstellung) die Verbreitung von „Schriften, die grausame oder sonst unmenschliche Gewalttätigkeiten gegen Menschen oder menschenähnliche Wesen in einer Art schildern, die eine Verherrlichung oder Verharmlosung solcher Gewalttätigkeiten ausdrückt oder die das Grausame oder Unmenschliche des Vorgangs in einer die Menschenwürde verletzenden Weise darstellt“ mit Freiheitsstrafe bis zu einem Jahr oder mit Geldstrafe bestraft.
Ferner kann durch die Verbreitung der gefilmten Gewaltszene der Tatbestand der Beleidigung nach § 185 StGB verwirklicht werden, falls hierdurch das Opfer in seiner Ehre verletzt wird. Für eine Beleidigung wird der Täter mit Freiheitsstrafe bis zu einem Jahr oder mit Geldstrafe und, wenn die Beleidigung mittels einer Tätlichkeit begangen wird, mit Freiheitsstrafe bis zu zwei Jahren oder mit Geldstrafe bestraft.
Darüber hinaus stellt eine Verbreitung sowie die öffentliche Zurschaustellung eines Bildnisses ohne die Einwilligung des Abgebildeten eine Verletzung des Rechtes am eigenen Bild gemäß § 22 KunstUrhG dar. Hierbei droht dem Täter gemäß § 33 KunstUrhG eine Freiheitsstrafe bis zu einem Jahr oder eine Geldstrafe.
Vereinzelt wurden in Deutschland wegen Happy Slapping Schüler vom Unterricht ausgeschlossen. Ein solcher Unterrichtsausschluss ist nach einem Urteil des Landgerichtes Lüneburg vom 15. Dezember 2006 (Aktenzeichen: 4 S 59/06) rechtmäßig.

## In der Kultur
Das Thema spielte eine Rolle in den Spielfilmen Eden Lake, Harry Brown und der Serie Coronation Street.

## Filme
- Philipp Käßbohrer: Gemeinsam Allein, Kurzfilm, 19 Minuten, Deutschland, 2008
- Simon Ellis: Soft, Kurzfilm, 14 Minuten, Großbritannien, 2007